# 부산외곽순환고속도로
부산외곽순환고속도로(釜山外郭循環高速道路, 고속국도 제600호선)는 경상남도 김해시를 기점으로, 부산광역시 기장군을 종점으로 하여 부산광역시의 외곽을 연결하는 대한민국의 고속도로이다.

## 역사
부산광역시 외곽을 잇는 순환도로의 계획은 1990년대 초반 해상신도시를 계획하면서 사하구 다대동을 출발하여 두송반도, 암남동, 영도, 남천동을 잇는 노선을 외곽순환고속도로로 명명하여 추진한 바 있으나, 현재 건설중인 노선과 유사한 지역에 건설되는 노선은 1993년에 건설부가 발표한 "국토 장기 간선도로망 개발 계획"에서 시작되었다. 또한 1994년에 건설부가 발표한 "부산광역권 개발계획"에도 부산대구고속도로, 부산울산고속도로와 함께 가덕, 한림, 양산, 일광, 해운대를 잇는 부산외곽순환고속도로를 계획한 바 있다. 이어서 1999년에 대한민국 정부가 "부산순환고속도로 건설사업 예비타당성조사"를 실시하여 경제성 있음 판정(B/C 1.13)을 받았고, 부산광역시가 발표한 "부산시 교통기본계획 변경안" 등에서 녹산공단, 부산신항, 지사과학단지, 냉정 분기점, 양산, 좌천, 일광을 잇는 외곽순환도로를 포함시켜 본격화되었다.
2004년에는 부산광역시와 한국도로공사에서 부산외곽순환고속도로 건설 추진을 발표하였고, 2006년 타당성조사를 실시하였다. 그 이후 이명박 정부의 "동남권 선도 프로젝트"에 선정되고, 각종 부산광역시의 장기 계획에 포함되면서, 부산광역시와 한국도로공사 사이에 조기 착공까지 합의되었으나 대한민국 정부의 국비 지원이 지연되어 착공이 계속 지연되었다. 2010년 12월 20일에 고속국도노선지정령에 의해 부산외곽순환고속도로, 600호선의 노선으로 지정되었으며, 같은 해 12월 24일 1공구와 12공구를 시작으로 공사를 시작하였으며 2011년 11월 11일 나머지 구간을 착공하여 본격적인 공사가 시작되었다. 그리고 2015년 10월 4일에 한림 나들목이 설치가 확정되어 같은 해 10월 24일에 착공되었고, 김해가야 나들목도 2017년 4월 18일에 나들목 설치 협약이 체결되어 같은 해 5월에 착공되었다.
2017년 12월 28일에 노포 분기점 ~ 기장 분기점 구간이 먼저 개통되었으며, 나머지 진영 분기점 ~ 노포 분기점 구간도 2018년 2월 7일에 개통되었다.

## 연혁
- 2010년 12월 20일 : 경상남도 김해시 진영읍 ~ 부산광역시 기장군 일광면 구간을 고속국도 제600호선 부산외곽순환고속도로(부산외곽순환선)로 지정[14]
- 2010년 12월 24일 : 전 구간 착공
- 2011년 7월 6일 : 고속도로 신설을 위해 경상남도 창원시 의창구 동읍 용정리 ~ 부산광역시 기장군 일광면 횡계리 48.8km 구간 도로구역 결정[15]
- 2015년 3월 27일 : 국토교통부고시로 기점을 '경상남도 김해시 진영읍 우동리', 종점을 '부산광역시 기장군 일광면 화전리'로 명시[16]
- 2017년 5월 : 김해휴게소 나들목 착공
- 2017년 12월 28일 : 노포 분기점 ~ 기장 분기점 11.5km 구간 신설 개통[17]
- 2018년 2월 7일 : 한림 나들목, 광재 나들목을 제외한 진영 분기점 ~ 노포 분기점 37.3km 구간 신설 개통[18][19]
- 2018년 2월 13일 : 광재 나들목 개통[20][21]
- 2018년 8월 29일 : 진영휴게소 회차시설 요금소 개통[22]
- 2018년 11월 28일 : 한림 나들목 개통일을 2019년 말로 연기[23]
- 2019년 6월 24일 : 2020년까지 한림 나들목 요금소 신축을 위해 경상남도 창원시 의창구 동읍 용정리 ~ 부산광역시 기장군 일광면 횡계리 48.8km 구간 도로구역 변경[24]
- 2019년 7월 17일 : 한림 나들목 개통[25]
- 2020년 9월 18일 : 도로명주소에 진영 분기점부터 기장 분기점까지 49.606km 구간을 부산외곽순환고속도로로 고시[26]

## 구성
- 총 연장 : 47.9km
- 차로수 : 왕복 4차로
- 제한속도 : 최고 100km/h, 최저 50km/h

### 터널
| 터널 이름  | 소재지                                                  | 길이   | 준공 년도 | 비고      |
| ---------- | ------------------------------------------------------- | ------ | --------- | --------- |
| 진영1터널  | 경상남도 김해시 진영읍 하계리                           | 706m   | 2018년    | 창원 방면 |
| 진영1터널  | 경상남도 김해시 진영읍 하계리                           | 682m   | 2018년    | 기장 방면 |
| 진영2터널  | 경상남도 김해시 진영읍 신용리                           | 970m   | 2018년    | 창원 방면 |
| 진영2터널  | 경상남도 김해시 진영읍 신용리                           | 990m   | 2018년    | 기장 방면 |
| 한림1터널  | 경상남도 김해시 한림면 퇴래리                           | 1,350m | 2018년    |           |
| 한림2터널  | 경상남도 김해시 한림면 용덕리                           | 432m   | 2018년    | 창원 방면 |
| 한림2터널  | 경상남도 김해시 한림면 용덕리                           | 480m   | 2018년    | 기장 방면 |
| 한림3터널  | 경상남도 김해시 한림면 용덕리                           | 745m   | 2018년    | 창원 방면 |
| 한림3터널  | 경상남도 김해시 한림면 용덕리                           | 728m   | 2018년    | 기장 방면 |
| 한림4터널  | 경상남도 김해시 한림면 안곡리                           | 1,781m | 2018년    | 창원 방면 |
| 한림4터널  | 경상남도 김해시 한림면 안곡리                           | 1,754m | 2018년    | 기장 방면 |
| 생림터널   | 경상남도 김해시 상동면 우계리                           | 758m   | 2018년    | 창원 방면 |
| 생림터널   | 경상남도 김해시 상동면 우계리                           | 733m   | 2018년    | 기장 방면 |
| 상동터널   | 경상남도 김해시 상동면 대감리                           | 1,155m | 2018년    | 창원 방면 |
| 상동터널   | 경상남도 김해시 상동면 대감리                           | 1,150m | 2018년    | 기장 방면 |
| 신어산터널 | 경상남도 김해시 상동면 매리                             | 4,292m | 2018년    | 창원 방면 |
| 신어산터널 | 경상남도 김해시 상동면 매리                             | 4,297m | 2018년    | 기장 방면 |
| 금정산터널 | 경상남도 양산시 동면 가산리 경상남도 양산시 동면 금산리 | 7,087m | 2018년    | 창원 방면 |
| 금정산터널 | 경상남도 양산시 동면 가산리 경상남도 양산시 동면 금산리 | 7,190m | 2018년    | 기장 방면 |
| 철마1터널  | 부산광역시 기장군 철마면 장전리                         | 666m   | 2017년    | 창원 방면 |
| 철마1터널  | 부산광역시 기장군 철마면 장전리                         | 669m   | 2017년    | 기장 방면 |
| 철마2터널  | 부산광역시 기장군 철마면 와여리                         | 61m    | 2017년    |           |
| 철마3터널  | 부산광역시 기장군 철마면 연구리                         | 45m    | 2017년    |           |
| 철마4터널  | 부산광역시 기장군 철마면 이곡리                         | 960m   | 2017년    | 창원 방면 |
| 철마4터널  | 부산광역시 기장군 철마면 이곡리                         | 920m   | 2017년    | 기장 방면 |

## 나들목 · 분기점
- 여기서 숫자는 진출입교차점 (IC 및 JC) 번호를 말하고, TG는 요금소 (tollgate), SA는 휴게소 (Service Area)를 뜻한다.
- 거리의 단위는 km이다.

| 번호 | 이름                        | 로마자 이름                        | 구간 거리 | 누적 거리 | 접속 노선                                                               | 소재지     | 소재지 | 비고                                                                                                  |
| ---- | --------------------------- | ---------------------------------- | --------- | --------- | ----------------------------------------------------------------------- | ---------- | ------ | --- |
| 1    | 진영 분기점                 | Jinyeong JC                        | -         | 0.00      | 10호선 남해고속도로                                                     | 경상남도   | 김해시 | 진영휴게소와 연결                                                                                     |
| 2    | 진영                        | Jinyeong                           | 5.19      | 5.19      | 국도 제14호선 (김해대로)                                                | 경상남도   | 김해시 | |
| 3    | 한림                        | Hallim                             | 3.85      | 9.04      | 한림로                                                                  | 경상남도   | 김해시 | 부산방향 진입과 김해방향 진출만 가능                                                                  |
| 4    | 광재                        | Gwangjae                           | 8.20      | 17.24     | 국가지원지방도 제60호선 (상동로)                                        | 경상남도   | 김해시 | |
| 5    | 대감 분기점                 | Daegam JC                          | 8.95      | 26.19     | 55호선 중앙고속도로 (551호선 중앙고속도로지선)                          | 경상남도   | 김해시 | 춘천방향 진출시 중앙고속도로지선 간접 연결                                                            |
| 6 SA | 김해가야 김해금관가야휴게소 | Gimhae-Gaya Gimhae-Geumgwangaya SA | 1.77      | 27.96     | 동남로                                                                  | 경상남도   | 김해시 | 하이패스 전용 나들목 양방향 통합형                                                                    |
| 7    | 노포 분기점                 | Nopo JC                            | 9.92      | 37.88     | 1호선 경부고속도로                                                      | 부산광역시 | 금정구 | 김해방향의 경우 경부고속도로(부산방향) 진출 불가능 부산방향의 경우 경부고속도로(서울방향) 진출 불가능 |
| 8    | 금정                        | Geumjeong                          | 1.10      | 38.98     | 체육공원로                                                              | 부산광역시 | 금정구 | |
| 9    | 기장철마                    | Gijang-Cheolma                     | 4.24      | 43.22     | 부산광역시도 제81호선 (정관산업로)                                      | 부산광역시 | 기장군 | |
| 10   | 기장                        | Gijang                             | 5.58      | 48.80     | 국도 제14호선 (기장대로) 국도 제31호선 부산광역시도 제91호선 (기장대로) | 부산광역시 | 기장군 | |
| 11   | 기장 분기점                 | Gijang JC                          | 5.58      | 48.80     | 65호선 동해고속도로                                                     | 부산광역시 | 기장군 | |

## 주요 통과지
경상남도
- 김해시 (진영읍 - 한림면 - 생림면 - 상동면 - 대동면)

부산광역시
- 북구 (금곡동)

경상남도
- 양산시 동면

부산광역시
- 금정구 (청룡동)

경상남도
- 양산시 동면

부산광역시
- 금정구 (노포동 - 두구동 - 선동) - 기장군 (철마면 - 일광읍)